# Eleição para governador de Nova Hampshire em 2012
A eleição para governador do estado americano de Nova Hampshire foi realizada em 6 de novembro de 2012 em simultâneo com as eleições para a câmara dos representantes, para o senado, para alguns governos estaduais e para o presidente da república.
O governador John Lynch era elegível para buscar um quinto mandato. No outono de 2011, Lynch anunciou que iria se aposentar em vez de correr para a reeleição. Em 11 de setembro de 2012, a democrata Maggie Hassan e o republicano Ovide Lamontagne derrotaram seus adversários nas primárias e ganharam as indicações de seus partidos. John Babiarz será o candidato do Partido Libertário. Maggie Hassan venceu a eleição.

## Primária Democrata

### Candidatos
- Jacalyn Cilley, ex-senadora estadual[6]
- Maggie Hassan, ex-líder da maioria no senado estadual[7]
- Bill Kennedy, bombeiro aposentado e oficial da Força Aérea[8][9]

#### Desistências
- Mark Connolly, ex-diretor do Bureau of Securities Regulation[10]
- Tom Ferrini, prefeito de Portsmouth[1]
- Gary Hirshberg, presidente e ex-CEO da Stonyfield Farm[11]
- John Lynch, atual governador[1]
- Steve Marchand,ex-prefeito de Portsmouth[12]
- Phil McLaughlin, ex-procurador geral[13]
- Terry Shumaker, advogado e ex-embaixador dos Estados Unidos em Trinidad e Tobago[14]

### Pesquisas
| Fonte da pesquisa     | Data(s)                | Amostra | Margem de erro | Jackie Cilley | Maggie Hassan | Outros | Indecididos |
| --------------------- | ---------------------- | ------- | -------------- | ------------- | ------------- | ------ | ----------- |
| Public Policy Polling | 9-12 de agosto de 2012 | 400     | ± 4,9%         | 24%           | 30%           | —      | 46%         |
| Public Policy Polling | 10-13 de maio de 2012  | 477     | ± 4,5%         | 20%           | 23%           | —      | 57%         |

### Resultados
| Primária Democrata | Primária Democrata | Primária Democrata | Primária Democrata | Primária Democrata | Primária Democrata |
| Partido            | Partido            | Candidato          | Votos              | %                  |                    |
| ------------------ | ------------------ | ------------------ | ------------------ | ------------------ | ------------------ |
|                    | Democrata          | Maggie Hassan      | 45.120             | 53,09%             |                    |
|                    | Democrata          | Jackie Cilley      | 33.066             | 38,91%             |                    |
|                    | Democrata          | Bill Kennedy       | 5.936              | 6,98%              |                    |
|                    | Democrata          | Outros             | 850                | 1,00%              |                    |
|                    | Total:             | Total:             | 84.972             | 100%               |                    |

## Primária republicana

### Candidatos
- Ovide M. Lamontagne, procurado, candidato a governador em 1996 e candidato ao senado em 2010[16]
- Kevin H. Smith, ativista conservador e ex-representante estadual[17]
- Robert Tarr[18]

#### Desistências
- Bill Binnie, empresário e candidato ao senado em 2010[19]
- Jeb Bradley, líder da maioria no senado estadual e ex-representante dos Estados Unidos[20]
- Peter Bragdon, presidente do senado estadual[21]
- Ted Gatsas, prefeito de Manchester[22]
- Steve Kenda, empresário[23]
- John Lyons, presidente do Conselho de Educação de Nova Hampshire[24]
- John Stephen, ex-Comissário de Serviços Humanos e Saúde e candidato republicano a governador em 2010[25]

### Pesquisas
| Fonte da pesquisa     | Data(s)                | Amostra | Margem de erro | Ovide Lamontagne | Kevin Smith | Outros | Indecididos |
| --------------------- | ---------------------- | ------- | -------------- | ---------------- | ----------- | ------ | ----------- |
| Public Policy Polling | 9-12 de agosto de 2012 | 662     | ± 3,8%         | 49%              | 21%         | —      | 30%         |
| Public Policy Polling | 10-13 de maio de 2012  | 555     | ± 4,2%         | 53%              | 13%         | —      | 34%         |
| Public Policy Polling | 7-8 de janeiro de 2012 | 1.771   | ± 2,3%         | 40%              | 12%         | —      | 48%         |

### Resultados
| Primária Republicana | Primária Republicana | Primária Republicana | Primária Republicana | Primária Republicana | Primária Republicana |
| Partido              | Partido              | Candidato            | Votos                | %                    |                      |
| -------------------- | -------------------- | -------------------- | -------------------- | -------------------- | -------------------- |
|                      | Republicano          | Ovide Lamontagne     | 73.437               | 67,65%               |                      |
|                      | Republicano          | Kevin Smith          | 32.396               | 29,84%               |                      |
|                      | Republicano          | Robert Tarr          | 1.725                | 1,58%                |                      |
|                      | Republicano          | Outros               | 988                  | 0,91%                |                      |
|                      | Total:               | Total:               | 108.546              | 100%                 |                      |

## Eleição geral

### Candidatos
- John Babiarz (L), empresário e candidato do partido para governador em 2000, 2002 e 2010[4]
- Maggie Hassan (D), ex-líder da maioria no senado estadual
- Ovide Lamontagne (R), procurador, candidato à governador em 1996 e ao senado em 2010

### Pesquisas
| Fonte da pesquisa                      | Data(s)                              | Amostra | Margem de erro | Maggie Hassan (D) | Ovide Lamontagne (R) | Outros | Indecididos |
| -------------------------------------- | ------------------------------------ | ------- | -------------- | ----------------- | -------------------- | ------ | ----------- |
| Public Policy Polling                  | 17-19 de outubro de 2012             | 1,036   | ± 3,0%         | 45%               | 43%                  | —      | 12%         |
| Rasmussen Reports                      | 15 de outubro de 2012                | 500     | ± 4,5%         | 46%               | 48%                  | —      | 5%          |
| Suffolk University/7NEWS               | 12-14 de outubro de 2012             | 500     | ± 4,4%         | 41%               | 38%                  | 4%     | 16%         |
| American Research Group                | 9-11 de outubro de 2012              | 600     | ± 4,0%         | 40%               | 46%                  | 3%     | 11%         |
| WMUR/University of New Hampshire       | 1-6 de outubro de 2012               | 419     | ± 4,8%         | 30%               | 34%                  | 3%     | 34%         |
| WMUR/University of New Hampshire       | 27-30 de setembro de 2012            | 600     | ± 4,0%         | 38%               | 36%                  | 2%     | 25%         |
| Public Policy Polling                  | 24-25 de setembro de 2012            | 862     | ± 3,3%         | 51%               | 44%                  | —      | 5%          |
| NBC/Wall Street Journal/Marist College | 23-25 de setembro de 2012            | 1.012   | ± 3,1%         | 47%               | 45%                  | 1%     | 7%          |
| Greenberg Quinlan Rosner               | 15-19 de setembro de 2012            | 600     | ± 4,9%         | 48%               | 46%                  | -      | 6%          |
| Rasmussen Reports                      | 18 de setembro de 2012               | 500     | ± 4,5%         | 44%               | 48%                  | 2%     | 7%          |
| Public Policy Polling                  | 9-12 de agosto de 2012               | 1.055   | ± 3,0%         | 45%               | 43%                  | —      | 12%         |
| WMUR/University of New Hampshire       | 1-12 de agosto de 2012               | 555     | ± 4,2%         | 31%               | 33%                  | 1%     | 35%         |
| Rasmussen Reports                      | 20 de junho de 2012                  | 500     | ± 4,5%         | 36%               | 42%                  | —      | 22%         |
| Public Policy Polling                  | 10-13 de maio de 2012                | 1.163   | ± 2,9%         | 39%               | 40%                  | —      | 21%         |
| WMUR/University of New Hampshire       | 9-20 de abril de 2012                | 486     | ± 4,4%         | 34%               | 29%                  | 1%     | 36%         |
| WMUR/University of New Hampshire       | 25 de janeiro-2 de fevereiro de 2012 | 495     | ± 4,4%         | 26%               | 32%                  | 1%     | 41%         |
| Public Policy Polling                  | 30 de junho-5 de julho de 2011       | 662     | ± 3,8%         | 35%               | 41%                  | —      | 24%         |

### Resultados
|  | Democrata   | Maggie Hassan    | 378.258 | 54,61% |
|  | Republicano | Ovide Lamontagne | 294.477 | 42,51% |
|  | Libertário  | John J. Babiarz  | 19.868  | 2,88%  |
|  | Total:      | Total:           | 692.603 | 100%   |